# جون فلمنج (سياسي كندي)
جون فلمنج هو سياسي كندي، ولد في 29 يونيو 1819، وتوفي في 21 يناير 1877. انتخب عضو برلمان مقاطعة أونتاريو عن دائرة Waterloo South ‏ (18 يناير 1875 – 2 يناير 1877).